# Dietrich von Choltitz
Dietrich Hugo Hermann von Choltitz (9. listopadu 1894 Łąka Prudnicka – 5. listopadu 1966 Baden-Baden) byl německý generál, který odmítl splnit v srpnu 1944 Hitlerův rozkaz zničit Paříž. Během II. světové války sloužil ve Wehrmachtu (ozbrojených silách) nacistického Německa, předtím v Reichswehru Výmarské republiky a předtím v Saské armádě během první světové války.

## Životopis
Choltitz se narodil do pruské větve šlechtické rodiny Sedlnických z Choltic s dlouhou historií vojenské služby. Jeho otec Hans von Choltitz byl plukovníkem v německé armádě během I. světové války. V roce 1907 začal studovat vojenskou kadetní školu v Drážďanech. Dne 6. března 1914 vstoupil do služeb královského saského 8. pěšího pluku prince Johanna Georga č. 107 v Lipsku. Během první světové války (1914–1918) sloužil na západní frontě. Na konci války dosáhl hodnosti poručíka a v meziválečném období pomáhal Německu znovu budovat jeho ozbrojené síly. V roce 1924 byl povýšen na poručíka. V roce 1929 se oženil s Hubertou von Garnier. V září 1939 během invaze do Polska na začátku druhé světové války sloužil ve skupině armád Jih, kterou vedl Gerd von Rundstedt. V květnu 1940 se Choltitz účastnil bitvy o Rotterdam, provedl letecký výsadek a zmocnil se některých klíčových mostů města. 10. září 1940 byl jmenován velitelem 16. výsadkového pěšího pluku. V roce 1941 po vpádu Německa do Sovětského svazu se podílel jeho pluk na dobývání Sevastopolu, který byl dobyt 30. června 1942. Od srpna do října 1942 byl velitelem 260. pěší divize dislokované severozápadně od Stalingradu. Následně prodělal výcvik na generála tankových vojsk v tankové škole ve Wünsdorfu u Berlína. V březnu 1943 se stal velitelem 11. tankové divize, účastnil se bitev o Charkov a v Kurském oblouku. Na jaře 1944 se účastnil bojů v Itálii jako velitel LXXVI. tankového sboru, který bránil vylodění spojenců v bitvě u Anzia a poté bránily jeho jednotky postupu Spojenců na Řím v bitvě o klášter Monte Cassino.
Nejdůležitější Choltitzovou rolí bylo místo posledního vojenského velitele nacisty okupované Paříže v roce 1944. Tehdy neuposlechl rozkaz Adolfa Hitlera zničit město a místo toho jej vydal bojovníkům Svobodné Francie, jejichž jednotky do města vstoupily 25. srpna. Choltitz později tvrdil, že jeho odpor proti přímému Hitlerovu rozkazu pramenil z jeho zjevné vojenské zbytečnosti, z náklonnosti k historii a kultuře francouzského hlavního města a z přesvědčení, že Hitler se v té době už definitivně zbláznil. Jiné zdroje poukazují na skutečnost, že díky operacím odboje už Choltitz město příliš neovládal a nemohl by rozkaz ani provést. Po kapitulaci Paříže byl do roku 1947 v britském zajetí.

## Vojenská kariéra

### Důstojnické hodnosti
- Leutnant – 16. října 1914
- Oberleutnant – 1. listopadu 1924
- Rittmeister – 1. dubna 1929
- Major – 1. srpna 1935
- Oberstleutnant – 1. dubna 1938
- Oberst – 1. dubna 1941
- Generálmajor – 1. září 1942
- Generálporučík – 1. března 1943
- Generál pěchoty – 1. srpna 1944[1]